# Res Publica (parti)
Erakond Res Publica (RP) var ett konservativt politiskt parti i Estland, bildat den 8 december 2001. Partiet var medlem i Europeiska folkpartiet (EPP). Den 4 april 2006 beslutade representanter för partiet och Isamaaliit att slå samman partierna till Förbundet Fäderneslandet och Res Publica. Detta beslut godkändes av partiets kongress den 4 juni 2006.